# Perro de agua frisón
El Wetterhoun (FCI No. 221, conocido como perro de agua frisón) es una raza de perro de caza de pequeños mamíferos y aves acuáticas originaria de la región neerlandesa de Frisia. El nombre proviene del idioma frisio Wetterhûn, que significa perro de aguas.

## Apariencia
El Wetterhoun tiene un tamaño medio, entre 55 y 59 cm, pesando entre 25 y 35 kg. Su manto es grueso y rizado excepto en orejas, cabeza y piernas, donde es más suave y su tacto es grasiento, lo que le permite repeler el agua.
El color del manto puede ser negro sólido o marrón o blanco con negro, o marrón con negro con o sin marcas blancas. La textura no debería ser lanosa, ya que no resistiría el agua. Las orejas están a una altura baja y cuelgan planas de la cabeza y la cola cae rizada sobre el lomo. La raza tiene una expresión algo sombría debido a la forma de sus ojos, lo que marca la diferencia con otras razas.